# Anna Tumarkin
Anna Tumarkin (Dubrowna, 16 de fevereiro de 1875 – Gümligen, 7 de agosto de 1951), cujo nome original é Anna-Ester Pawlowna Tumarkina (em russo:  Анна-Эстер Тумаркина ou Анна Павловна Тумаркина. Transcrição: Anna-Ėster Tumarkina) foi uma filósofa suíça de origem judia e russa.
Tumarkin foi a primeira mulher que obteve uma vaga de professora de Filosofia na Universidade de Berna, a primeira mulher na Europa a quem se permitiu examinar doutorandos e opositores da cátedra e a primeira mulher que fez parte de um Conselho de Governo universitário na Europa.

## Informação pessoal e estudos
Anna Tumarkin cresceu numa família de comerciantes judeus em Chisinau (na atual Moldávia), onde viveu até que começou a educação secundária. Como outros muitos estudantes russos e judeus, chegou a Suíça em 1892, com tão só 17 anos, para escapar do despotismo czarista.
Uma vez ali, começou seus estudos universitários na Universidade de Berna, onde estudou Filologia Germânica, História e Filosofia, encontrando sua vocação na última. Em 1895, graduo-se com a qualificação summa cum laude.
Em agosto de 1894 recebeu seu primeiro prêmio por um ensaio titulado Beziehungen Herder zu Kant (Relações entre Herder e Kant). O júri destacou dela sua capacidade crítica e metodológica.
Posteriormente, continuou seus estudos em Berlim, na Universidade Friedrich-Wilhelm, junto ao filósofo Wilhelm Dilthey e com o especialista em literatura Erich Schmidt, onde dedicou-se ao estudo da Estética. Em 1898 regressou a Berna para realizar o doutorado em filosofia. Aos 23 anos de idade Tumarkin era uma acadêmica respeitada.
Foi a primeira mulher que recebeu a venia docendi em Berna (1898), se convertendo assim na terceira mulher na Suíça que o conseguiu, após Emilie Kempin-Spyri em Zurique e de Ida Welt em Genebra.
Mais tarde interessou-se também pela Teoria da Arte, a Psicologia e a Filosofia clássica da Grécia e Roma.

## Vida pessoal
Tumarkin foi companheira de Ida Hoff, a primeira médica escolar de Berna, com a que compartilhou o lar, a herança e a sepultura. Os conhecidos de Tumarkin descreveram-na como uma pessoa erudita, de pensamento abstrato e ávida de conhecimento. Tumarkin era amante da natureza, pelo que costumava percorrer as montanhas. Com sua companheira, Ida Hoff, viajou a muitas cidades para visitar igrejas, museus e outros lugares de interesse artístico e cultural. Ademais, publicou um relatório sobre sua impressionante viagem à Grécia na revista Berner Bund.
Em 1921, com 46 anos, converteu-se em apátrida pela situação política de Bielorrússia e solicitou a cidadania suíça com sucesso. Entre 1925 e 1937 visitou com regularidade a familiares judeus na província de Bessarábia (hoje na Moldávia), uma das zonas que invadiram os nacional-socialistas em 1941. Muitos de seus familiares foram cruelmente perseguidos, deportados e assassinados.

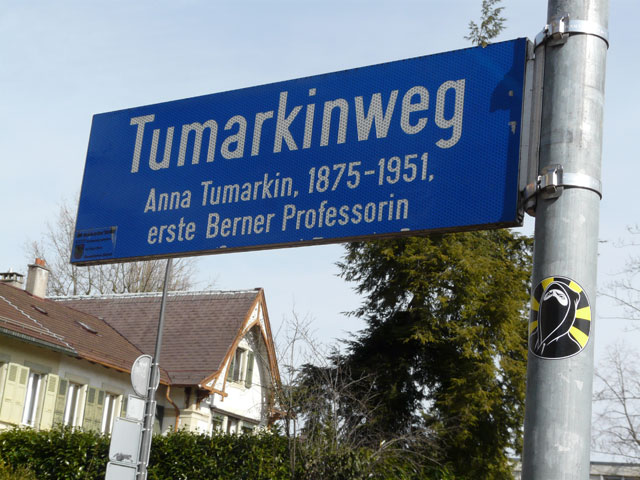
Tumarkinweg (rua dedicada a Anna Tumarkin)

Na década de 1940 Tumarkin contraiu elefantíase e solicitou a sua aposentadoria em 1943 por motivos de saúde. Já senil, morreu em 1951, num geriátrico de Gumligen chamado Siloah, depois de uma longa doença.
O legado de Tumarkin encontra-se no Arquivo Estatal de Berna. Além disso, no ano 2000 nomearam uma rua na sua honra, que circunda a sala da Universidade de Berna onde foi docente.

## Carreira
A filósofa russa ascendeu de maneira continua na sua carreira universitária, mesmo tendo dificuldades no seu começo.
Em outubro de 1898, aos 23 anos, deu uma conferência sobre Goethe e a natureza do drama, na qual participou um público informado. Em setembro de 1904, pronunciou um discurso sobre o conceito Spiel der Kräfte de Kant no II Congresso Mundial de Filosofia de Genebra. Apesar de suas conquistas não se lhe permitiu ocupar a cátedra de seu diretor de tese Ludwig Stein, pois o comitê de nomeação considerou o cargo inadequado para uma mulher.
Em 1906 recebeu o título honorífico de Titularprofessorin, o que lhe permitiu ostentar o título de catedrática, porém não lhe foi designada nenhuma posição de ensino. Em 1908 conseguiu o título de catedrática na Universidade de Berna depois de um processo de oposição, a diferença da cátedra ad personam concedida a Sofja Kowalewskaja em 1884 em Estocolmo. Em 1909, foi promovida a professora titular de filosofia com ênfase na Estética. Os avanços acadêmicos de Tumarkin captaram a atenção internacional. Na Universidade de Berna, dedicou-se durante mais de trinta anos ao seu campo acadêmico e aos seus estudantes.
É autora de vários livros sobre filosofia, entre os que se destacam Die Romantische Weltanschauung (Visão do mundo dos românticos) publicado em 1920 e Wesen und Werden der schweizerischen Philosophie (A essência e o surgimento da filosofia suíça) de 1948.
Em 1937 recebeu o prêmio Theodor Kocher por seus trabalhos filosóficos.

## Compromisso público com o direito ao voto feminino
Por motivos políticos, muitos intelectuais judeus e opositores ao regime russo, abandonaram sua pátria. Anna Tumarkin foi uma das muitas estudantes estrangeiras que elegeu estudar na Suíça porque, a diferença de outros países, às mulheres desde a década de 1860 podiam estudar em igualdade de condições que os homens.
Tumarkin foi uma defensora ativa do movimento sufragista das mulheres suíças, convertendo-se em exemplo destacado do que as mulheres podiam conseguir quando se lhes dava a oportunidade. Em 1928, participou da primeira Exposição Suíça de Trabalho Feminino (SAFFA), um evento que sublinhava a contribuição das mulheres à sociedade e a economia, a que descreveria mais tarde como uma de suas lembranças mais preciosas.
Tumarkin prosperou na Suíça, tornando-se cidadã suíça em 1921. Ficou grata à Suíça, pela liberdade de pensamento, a educação e a atividade intelectual, que desfrutava com amigos e alunos.

## Obras
- Herder und Kant (= Berner Studien zur Philosophie und ihrer Geschichte, Tomo 1). Siebert, Berna 1896 OCLC 729054116 (tese doctoral, Universidade de Berna 1895, 110 p.).
- Spinoza. Acht Vorlesungen gehalten an der Universität Bern. Quelle & Meyer, Leipzig 1908
- Die romantische Weltanschauung. Haupt, Berna 1920
- Prolegomena zu einer wissenschaftlichen Psychologie. Meiner, Leipzig 1923
- Die Methoden der psychologischen Forschung. Teubner, Leipzig 1929
- Der Ästhetiker Johann Georg Sulzer (= Die Schweiz im deutschen Geistesleben, Tomo 79/80) Huber, Frauenfeld / Leipzig 1933, DNB 362914885
- Wesen und Werden der schweizerischen Philosophie. Huber, Frauenfeld 1948